# Liste des espèces de reptiles inscrites à l'Annexe II de la CITES
La liste suivante recense les espèces vulnérables de reptiles inscrites à l'Annexe II de la CITES. 
Sauf mention contraire, l'inscription à l'Annexe d'une espèce inclut l'ensemble de ses sous-espèces et de ses populations.

## Liste[1]
- Ordre des Crocodylia :
  - Crocodylia spp. (sauf les espèces inscrites à l'Annexe I)

- Famille des Agamidae :
  - Ceratophora aspera
  - Ceratophora stoddartii
  - Lyriocephalus scutatus
  - Saara spp.
  - Uromastyx spp.

- Famille des Anguidae :
  - Abronia spp. (sauf les espèces inscrites à l’Annexe I)

- Famille des Chamaeleonidae :
  - Archaius spp.
  - Bradypodion spp.
  - Brookesia spp. (sauf les espèces inscrites à l'Annexe I)
  - Calumma spp.
  - Chamaeleo spp.
  - Furcifer spp.
  - Kinyongia spp.
  - Nadzikambia spp.
  - Palleon spp.
  - Rhampholeon spp.
  - Rieppeleon spp.
  - Trioceros spp.

- Famille des Cordylidae :
  - Cordylus spp.
  - Hemicordylus spp.
  - Karusaurus spp.
  - Namazonurus spp.
  - Ninurta spp.
  - Ouroborus spp.
  - Pseudocordylus spp.
  - Smaug spp.

- Famille des Eublepharidae :
  - Goniurosaurus spp. (sauf les espèces natives du Japon)

- Famille des Gekkonidae :
  - Gekko gecko
  - Nactus serpensinsula
  - Naultinus spp.
  - Paroedura androyensis
  - Paroedura masobe
  - Phelsuma spp.
  - Rhoptropella spp.
  - Uroplatus spp.

- Famille des Helodermatidae :
  - Heloderma spp. (sauf les sous-espèces inscrites à l'Annexe I)

- Famille des Iguanidae :
  - Amblyrhynchus cristatus
  - Conolophus spp.
  - Ctenosaura spp.
  - Iguana spp.
  - Phrynosoma blainvillii
  - Phrynosoma cerroense
  - Phrynosoma coronatum
  - Phrynosoma wigginsi

- Famille des Lacertidae :
  - Podarcis lilfordi
  - Podarcis pityusensis

- Famille des Lanthanotidae :
  - Lanthanotidae spp.

- Famille des Scincidae :
  - Corucia zebrata

- Famille des Teiidae :
  - Crocodilurus amazonicus
  - Dracaena spp.
  - Salvator spp.
  - Tupinambis spp.

- Famille des Varanidae :
  - Varanus spp. (sauf les espèces inscrites à l'Annexe I)

- Famille des Boidae :
  - Boidae spp. (sauf les espèces inscrites à l'Annexe I)

- Famille des Bolyeriidae :
  - Bolyeriidae spp. (sauf les espèces inscrites à l'Annexe I)

- Famille des Colubridae :
  - Clelia clelia
  - Cyclagras gigas
  - Elachistodon westermanni
  - Ptyas mucosus

- Famille des Elapidae :
  - Hoplocephalus bungaroides
  - Naja atra
  - Naja kaouthia
  - Naja mandalayensis
  - Naja naja
  - Naja oxiana
  - Naja philippinensis
  - Naja sagittifera
  - Naja samarensis
  - Naja siamensis
  - Naja sputatrix
  - Naja sumatrana
  - Ophiophagus hannah

- Famille des Loxocemidae :
  - Loxocemidae spp.

- Famille des Pythonidae :
  - Pythonidae spp. (sauf les sous-espèces inscrites à l'Annexe I)

- Famille des Tropidophiidae :
  - Tropidophiidae spp.

- Famille des Viperidae :
  - Atheris desaixi
  - Bitis worthingtoni
  - Pseudocerastes urarachnoides
  - Trimeresurus mangshanensis
  - Vipera wagneri

- Famille des Carettochelyidae :
  - Carettochelys insculpta

- Famille des Chelidae :
  - Chelodina mccordi

- Famille des Dermatemydidae :
  - Dermatemys mawii

- Famille des Emydidae :
  - Clemmys guttata
  - Emydoidea blandingii
  - Glyptemys insculpta
  - Malaclemys terrapin
  - Terrapene spp. (sauf les espèces inscrites à l'Annexe I)

- Famille des Geoemydidae :
  - Batagur borneoensis
  - Batagur dhongoka
  - Batagur kachuga
  - Batagur trivittata
  - Cuora spp. (sauf les espèces inscrites à l'Annexe I)
  - Cyclemys spp.
  - Geoemyda japonica
  - Geoemyda spengleri
  - Hardella thurjii
  - Heosemys annandalii
  - Heosemys depressa
  - Heosemys grandis
  - Heosemys spinosa
  - Leucocephalon yuwonoi
  - Malayemys macrocephala
  - Malayemys subtrijuga
  - Mauremys japonica
  - Mauremys mutica
  - Mauremys nigricans
  - Melanochelys trijuga
  - Morenia petersi
  - Notochelys platynota
  - Orlitia borneensis
  - Pangshura spp. (sauf les espèces inscrites à l'Annexe I)
  - Sacalia bealei
  - Sacalia quadriocellata
  - Siebenrockiella crassicollis
  - Siebenrockiella leytensis
  - Vijayachelys silvatica

- Famille des Podocnemididae :
  - Erymnochelys madagascariensis
  - Peltocephalus dumerilianus
  - Podocnemis spp.

- Famille des Testudinidae :
  - Testudinidae spp. (sauf les espèces inscrites à l'Annexe I)

- Famille des Trionychidae :
  - Amyda cartilaginea
  - Chitra spp. (sauf les espèces inscrites à l'Annexe I)
  - Cyclanorbis elegans
  - Cyclanorbis senegalensis
  - Cycloderma aubryi
  - Cycloderma frenatum
  - Dogania subplana
  - Lissemys ceylonensis
  - Lissemys punctata
  - Lissemys scutata
  - Nilssonia formosa
  - Nilssonia leithii
  - Palea steindachneri
  - Pelochelys spp.
  - Pelodiscus axenaria
  - Pelodiscus maackii
  - Pelodiscus parviformis
  - Rafetus euphraticus
  - Rafetus swinhoei
  - Trionyx triunguis